# Fotpunkt

Fotpunkten F till punkten P på linjen g.

Figur 2. En triangel ΔABC och en punkt P. Normalerna till triangelsidorna genom P är markerade med blå färg. Fotpunkterna L, M och N till P på triangelsidorna bildar hörnen i fotpunktstriangeln ΔLMN (grön). Fotpunktscirkeln är markerad med röd färg.

Inom matematiken är fotpunkt en beteckning för skärningspunkten mellan en given linje eller yta och normalen till denna linje/yta genom en given punkt, det vill säga punktens vinkelräta projektion på linjen eller planet. Fotpunkt är även beteckning på utgångspunkten för en vektorpil.
Med fotpunktstriangel menas den triangel  ({\displaystyle \triangle LMN} i figur 2) som har sina hörn i en punkts ({\displaystyle P}) fotpunkter på en annan triangels ({\displaystyle \triangle ABC})  sidor (eller förlängningar av dessa). Om punkten ligger på den omskrivna cirkeln till {\displaystyle \triangle ABC} ligger de tre fotpunkterna i stället på en linje, Simsons linje.
Med fotpunktscirkel avser man den omskrivna cirkeln till fotpunktstriangeln.